# Melzer See (Melz)
Der Melzer See ist ein See bei Melz im Landkreis Mecklenburgische Seenplatte in Südmecklenburg. 

## Größe und Lage
Das Gewässer hat eine Größe von 29,1 Hektar und liegt auf 63,1 m ü. NHN. Die maximale Ausdehnung des länglichen, leicht gebogenen Sees beträgt 1700 × 220 m. Er wird von Süd nach Nord von der Elde durchflossen. Mit ihrem größeren Arm fließt die Elde in Buchholz (bei Röbel) in den Müritzsee, mit einem kleineren Teil bei Priborn in den Müritzarm. Der Müritzarm führt beide Eldeteile in die Müritz. Am Westufer des Melzer Sees liegt Melz. Das Ostufer wird von landwirtschaftlichen Nutzflächen eingenommen. Waldbestanden ist nur das Nordende, das sich mit versumpften Ufern allmählich zum Eldeausfluss verengt.

## Nachweise
1. ↑  Geodatenviewer des Amtes für Geoinformation, Vermessungs- und Katasterwesen Mecklenburg-Vorpommern (Hinweise)